# Генерал армии (Хорватия)
Генерал армии (хорв. Stožerni general) — высшее воинское звание в Сухопутных войсках и в ВВС и ПВО Вооруженных сил Хорватии. Соответствует званию «Адмирал флота» в ВМС Хорватии. Является «пятизвёздным» званием (по применяемой в НАТО кодировке — OF-10).

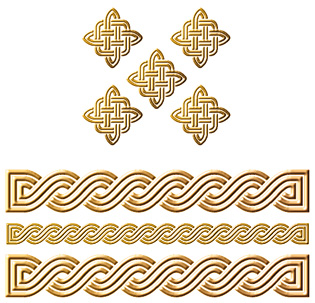
Нарукавные знаки различия Генерала армии

## Положение о звании
Звание Генерала армии - это не должностное звание, а звание, предназначенное для наиболее достойных генералов. Согласно «Закону о службе в ВС Республики Хорватия», только генерал за заслуги во время войны может быть повышен до этого звания. Повышение в звании может быть предложено Начальником Генерального штаба ВС Хорватии по согласованию с Министром обороны Республики Хорватия, после чего Верховный Главнокомандующий (Президент Республики Хорватия) принимает решение о повышении.

## Знаки различия
Знаки различия выглядят следующим образом: над тремя горизонтальными удлиненными косами (средняя из которых тоньше) расположены пять звёздочек.
Ношение знаков различия диктуется согласно «Указу о военной форме в ВС Республики Хорватия»; на парадной и служебной форме знаки различия расположены на погонах, в то время как на полевой (камуфляжной) форме знаки различия расположены на левой стороне груди, над карманом (куртки, блузки и т.д.).

## Носители звания
| № | Имя               | Портрет          | Годы жизни | Дата присвоения звания | Должность на момент выхода в отставку    | Уволен с действительной службы |
| - | ----------------- | ---------------- | ---------- | ---------------------- | ---------------------------------------- | ------------------------------ |
| 1 | Мартин Шпегель    |                  | 1927—2014  | —                      | Генеральный инспектор ВС Хорватии        | 1992                           |
| 2 | Янко Бобетко      |                  | 1919—2003  | 24 мая 1992            | Начальник Генерального штаба ВС Хорватии | 1995                           |
| 3 | Звонимир Червенко |                  | 1926—2001  | —                      | Начальник Генерального штаба ВС Хорватии | 1996                           |
| 4 | Петар Стипетич    |                  | 1937—2018  | —                      | Начальник Генерального штаба ВС Хорватии | 2003                           |
| 5 | Антон Тус         |                  | 1931—2023  | —                      | Начальник Хорватской миссии в НАТО       | 2005                           |
| 6 | Гойко Шушак       | Фото отсутствует | 1945—1998  | 5 мая 1998 (посмертно) | Министр обороны Республики Хорватия      | 1998 (в связи со смертью)      |